# Specialist (ecologie)
Een (ecologische) specialist is een soort die voor een of meer abiotische milieufactoren een kleine tolerantie of kleine ecologische amplitude heeft.
De ecologische amplitude is de ecologische voorwaarde waarbinnen een plant nog groeit. De ecologische amplitude is dus wat anders dan de amplitude (maximale abundantie) bij de Gaussische kromme, maar heeft betrekking op de tolerantie van de soort. De mate waarin de milieuomstandigheden kunnen afwijken van de optimale waarden voor de betreffende milieufactor(en) is voor specialisten maar klein. Als de milieufactoren afwijken van de optimale waarde wordt dit suboptimale omstandigheden genoemd.
Zo groeit zwartblauwe rapunzel alleen binnen specifieke omstandigheden zoals basische tot zwakzure, vochtig grond en voldoende licht. Vaak zal dat een open plek of een bosrand zijn. Sommige soorten kunnen onder optimale omstandigheden zeer talrijk worden, maar dit geldt niet voor alle soorten. Andersom geldt ook: een soort met een kleine ecologische amplitude, kan alleen groeien onder specifieke omstandigheden en komt dus weinig voor. Een soort met een grote ecologische amplitude stelt minder specifieke eisen aan de grond en komt voor.
Soorten die voor een bepaald milieufactor een zeer kleine tolerantie hebben (een stenoeke soort), heten bijvoorbeeld stenotherm wat gebruikt wordt voor zeer beperkte tolerantie voor afwijkingen in de temperatuur en stenohalien voor zeer beperkte tolerantie voor afwijkingen in het zoutgehalte.
Als soorten voor de belangrijkste abiotische milieufactoren een grote tolerantie hebben, spreekt men van ubiquisten, generalisten euryoeke soorten.